# پیروزی (فیلم ۲۰۲۴)
پیروزی (انگلیسی: Victory؛‏ کره‌ای: 빅토리) فیلم درام موزیکال محصول سال ۲۰۲۴ کره جنوبی با بازی لی هه ری، پارک سه وان، لی جونگ ها و جو آه رام است
این فیلم در ۱۲ ژوئیه ۲۰۲۴ در جشنواره فیلم آسیایی نیویورک به نمایش درآمد. این فیلم در ۱۴ اوت ۲۰۲۴ در سینماها اکران شد.

## بازیگران
- لی هه ری در نقش چو پیل سون[۲][۷]
- پارک سه وان در نقش جانگ می نا[۸][۷]
- لی جونگ ها در نقش یون چی هیونگ[۹][۷]
- جو آه رام در نقش کیم سه هیون[۱۰]
- چوی جی سو در نقش به سو هی
- بک ها یی در نقش جونگ سون جونگ
- کوان یو نا در نقش کوان یونگ سون
- یوم جی یونگ در نقش یوم سانگ می
- لی هان جو در نقش گو یو ری
- پارک هیو اون در نقش بانگ جی هه
- لی چان هیونگ در نقش کیم دونگ هیون